# Selos e história postal da Companhia do Niassa
A Companhia do Niassa foi uma das companhias majestáticas que o Estado português incumbiu de administrar uma porção de território da então colónia de Moçambique. Esse território compreendia as províncias de Niassa e Cabo Delgado, sendo limitado a norte pelo rio Rovuma (fronteira com a Tanzânia), a oeste pelo lago Niassa, a sul pelo rio Lúrio e a este pelo Oceano Índico. Assim, por decreto-real, iniciou-se a administração em 1891, sendo prevista uma concessão que duraria 35 anos. 

## As primeiras emissões

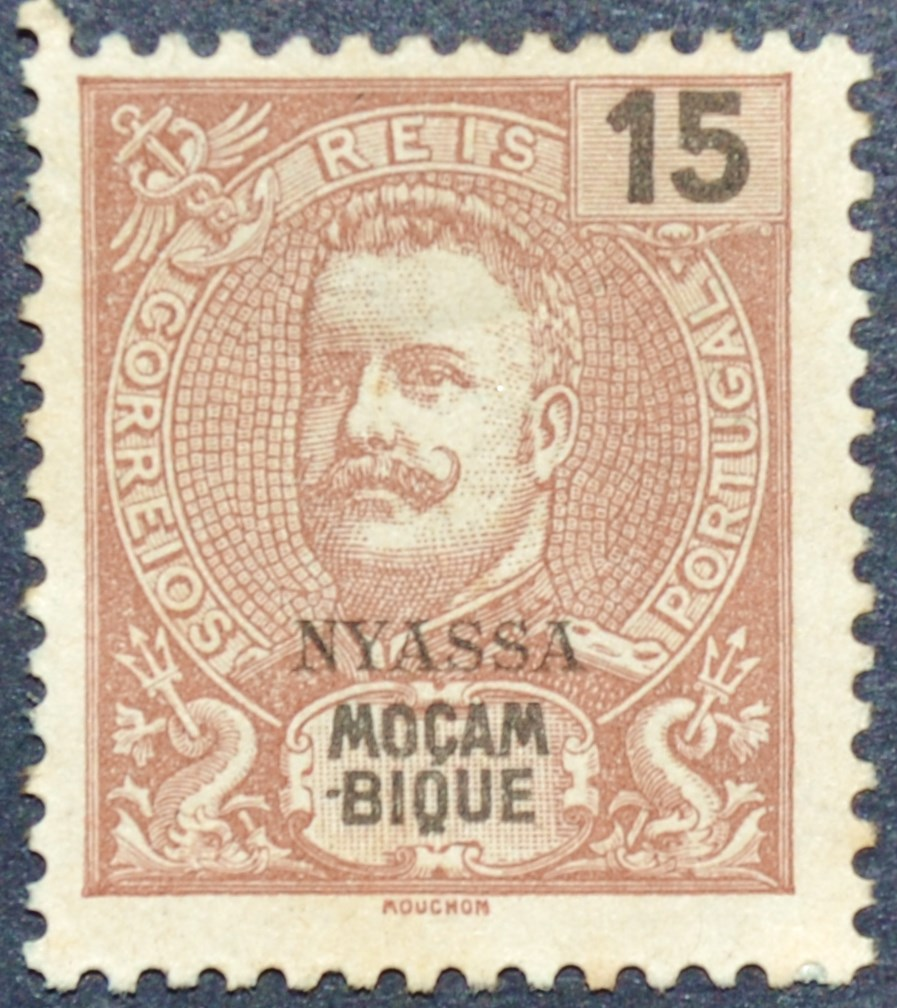
Selo de Moçambique, com a sobrecarga "Nyassa" aposta em 1898.

Entre muitas outras prerrogativas, a Companhia cobrava impostos e taxas aduaneiras sobre importações e exportações e, a partir de 1898, começou a emitir selos próprios para uso no seu território, por decreto de 22 de novembro de 1894. De início, a concessão postal limitou-se a colocar uma sobrecarga "Nyassa" sobre selos de Moçambique, existindo em diversos tipos de papel e denteado.

## As séries de 1901 a 1921
Só em 1901 a Companhia do Niassa começou a emitir selos próprios. As primeiras séries, muito apreciadas pelos filatelistas, mostram desenhos de girafas, zebras e dromedários, em diferentes variantes de cores e de valores faciais. Os mesmos temas serviram de mote a várias séries emitidas entre 1901 e 1903, sempre com a efígie do rei Carlos de Portugal. Estes terão sido os primeiros selos do mundo a mostrar uma girafa como tema central .

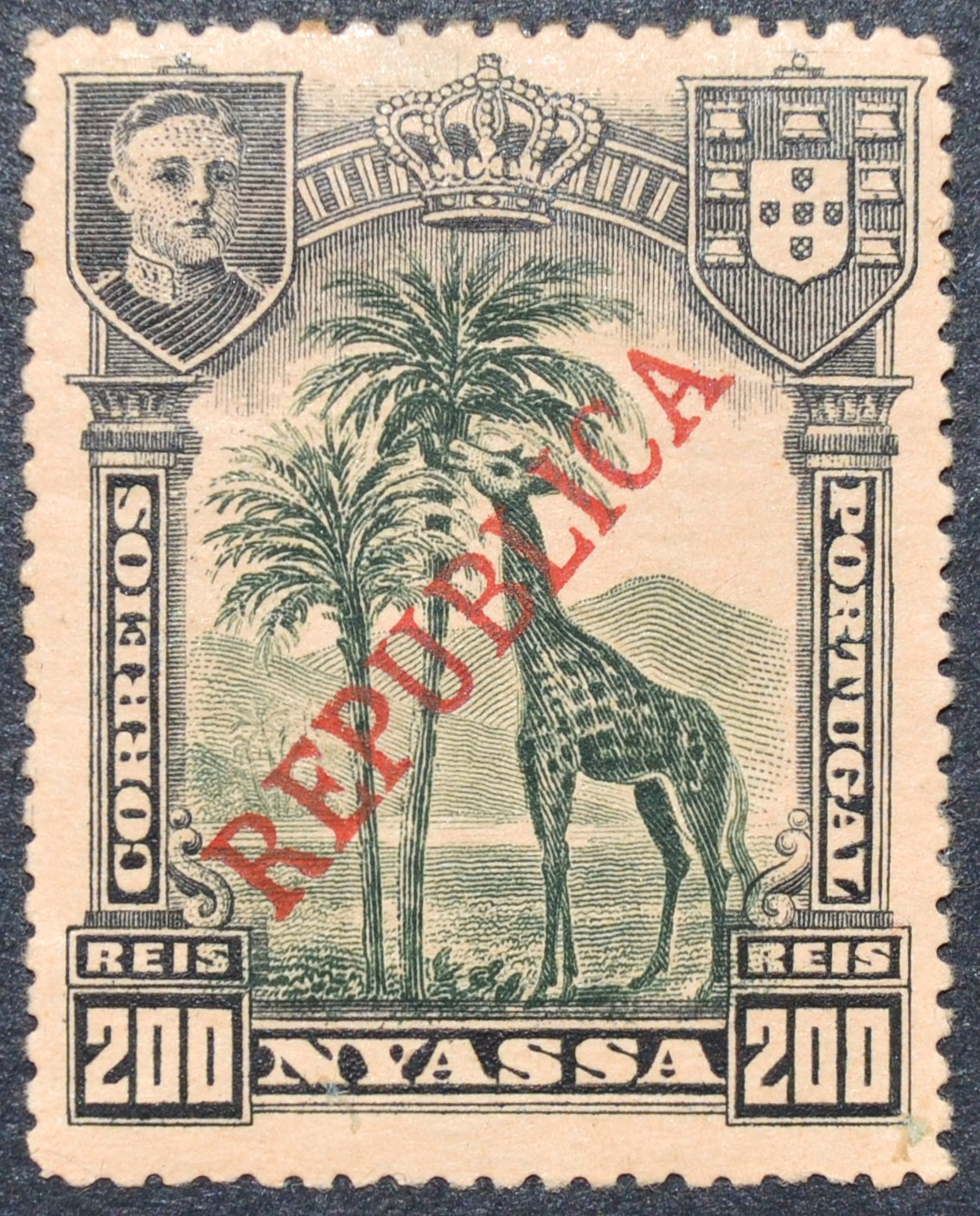
Selo de 1911, com a sobrecarga "República".

A revolução de 5 de outubro de 1910, que impôs a República e destituiu a monarquia portuguesa, levou a que a Companhia do Niassa tivesse que emitir novos selos com a palavra "República" sobreposta às mesmas imagens da série de 1901. Foram ainda emitidas mais duas séries, em 1918 e 1921, com novos valores faciais sobre os mesmos motivos das séries anteriores .

## A emissão de 1921-23
Em 26 de março de 1921, um decreto da República portuguesa, emanado da Direção-Geral das Colónias do Oriente, autoriza a Companhia do Niassa a fazer uma nova emissão de 18 valores, alusiva a diversos motivos: a efígie de Vasco da Gama, uma caravela quinhentista, um barco à vela e, de novo, as girafas e as zebras. A estes, juntar-se-iam, dois anos mais tarde, outros dois valores de dois e de cinco escudos.
Esta seria a última emissão regular de selos postais da responsabilidade da Companhia do Niassa.

## Emissões de selos de taxa
Em 1924 e 1925 foram ainda emitidas suas séries de selos de porteado e de imposto postal, respetivamente. A primeira recuperou os motivos da série de 1921, mas conferindo um formato triangular aos selos; a segunda usou a homenagem ao Marquês de Pombal que foi usada em séries idênticas no continente e nas outras colónias portuguesas.
Entretanto, as condições financeiras da Companhia começaram a deteriorar-se, o que acabou por levar à sua extinção no ano de 1929. A partir dessa data, recomeçaram a ser utilizados os selos de Moçambique no território até então administrado pela Companhia do Niassa.

## Galeria

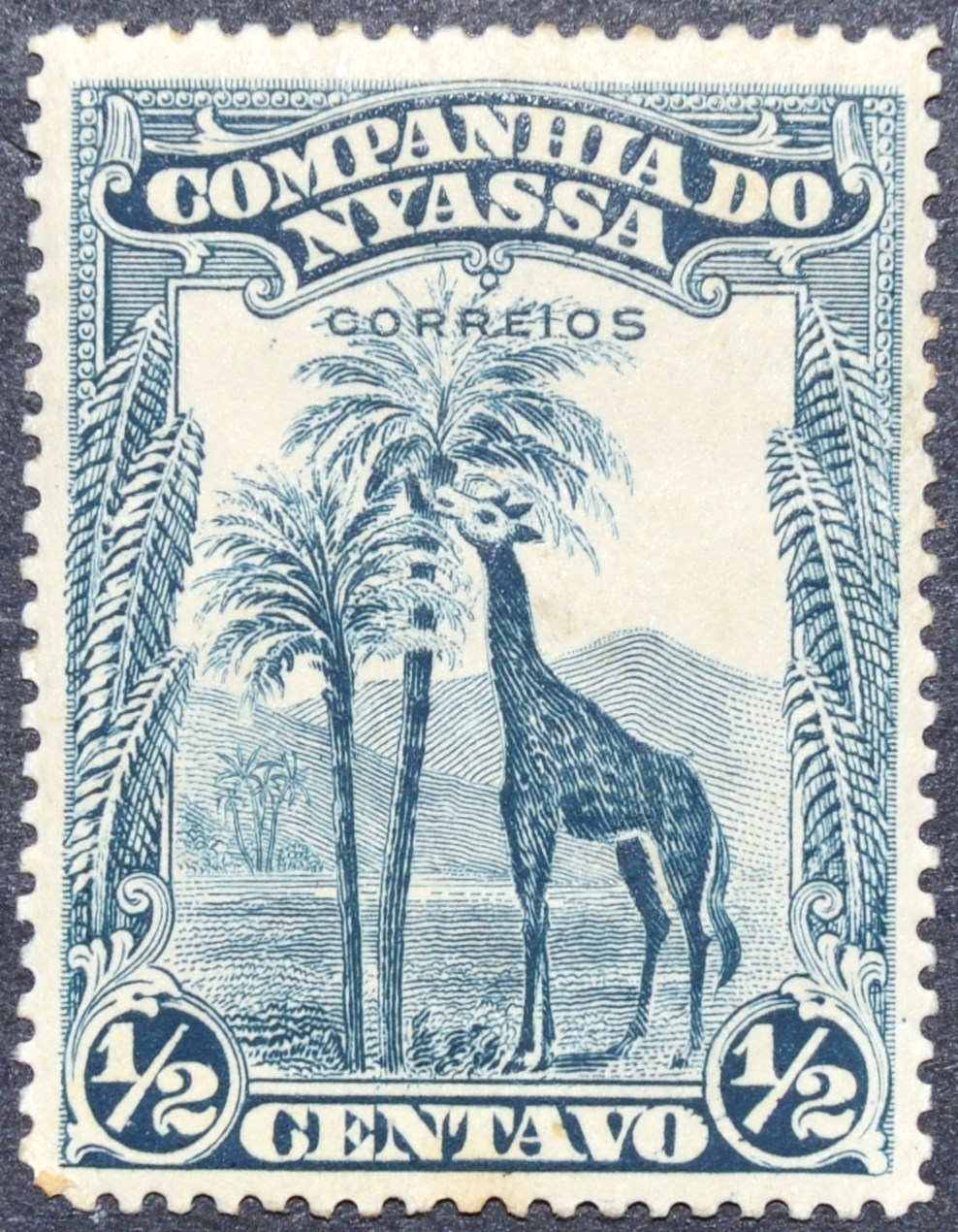
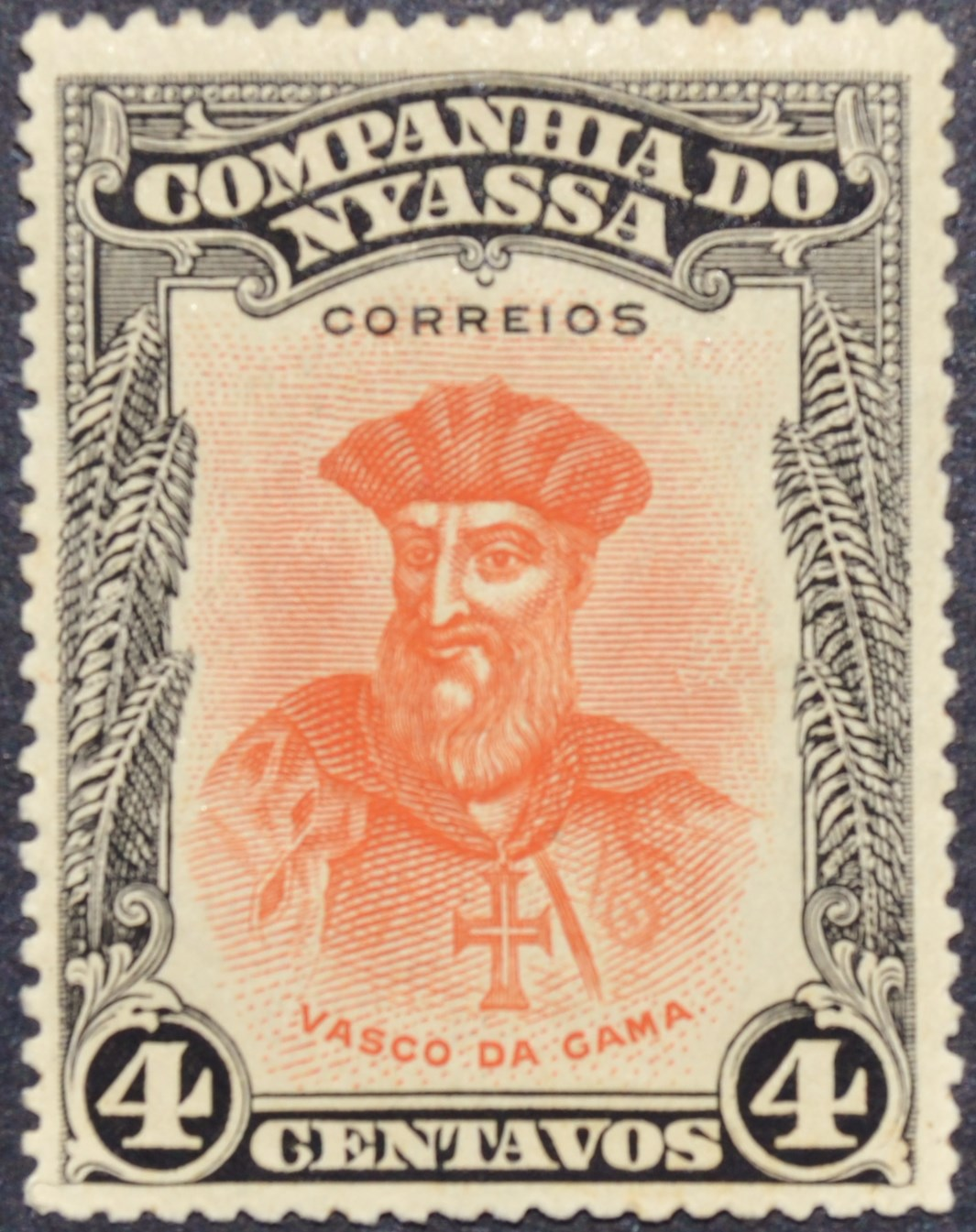
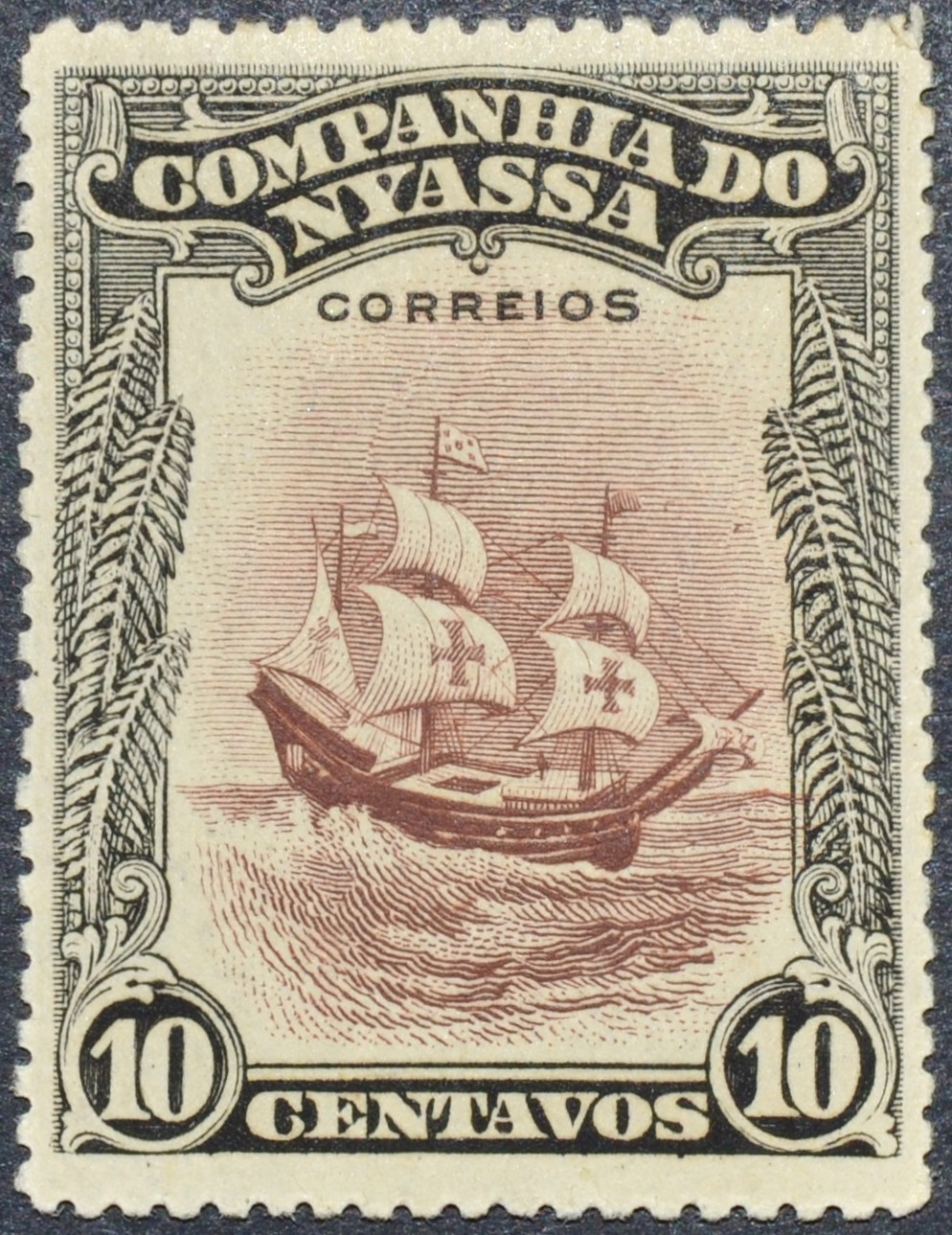
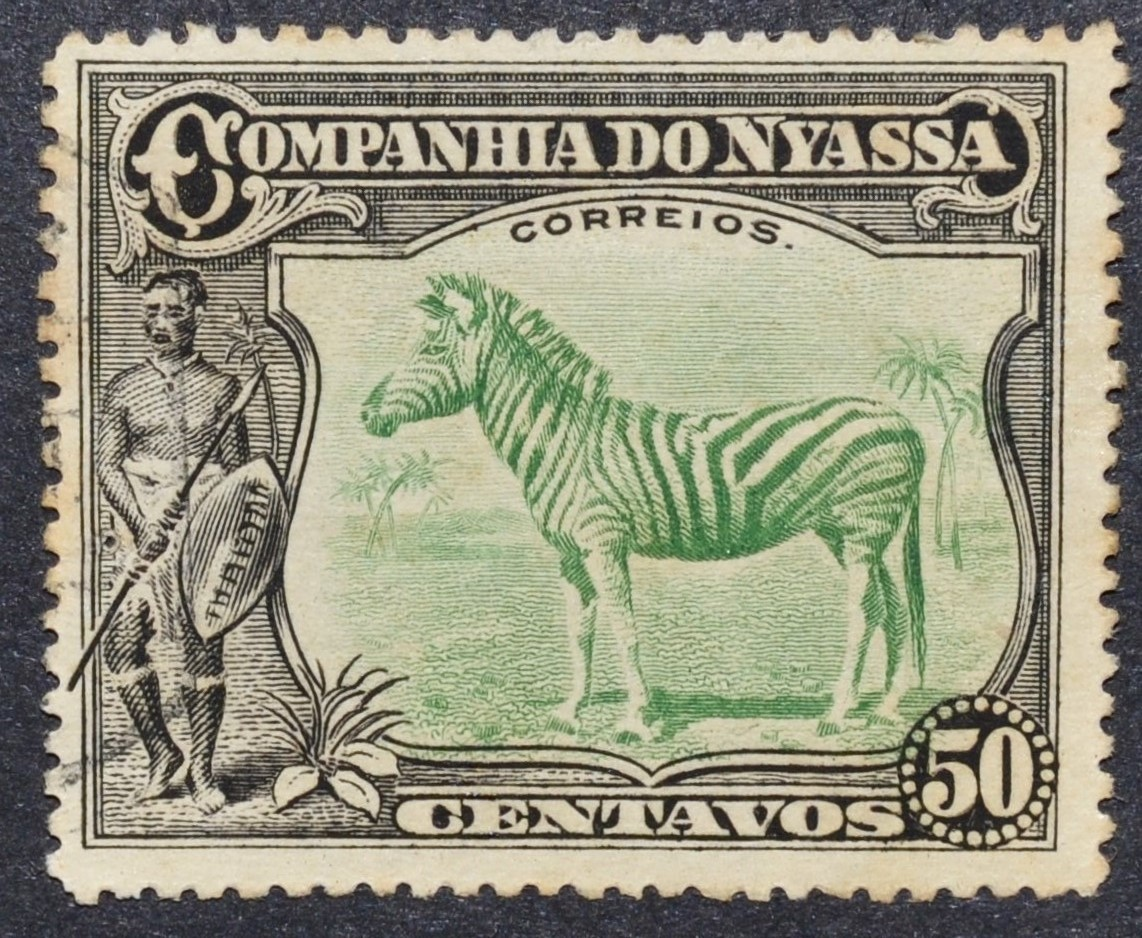
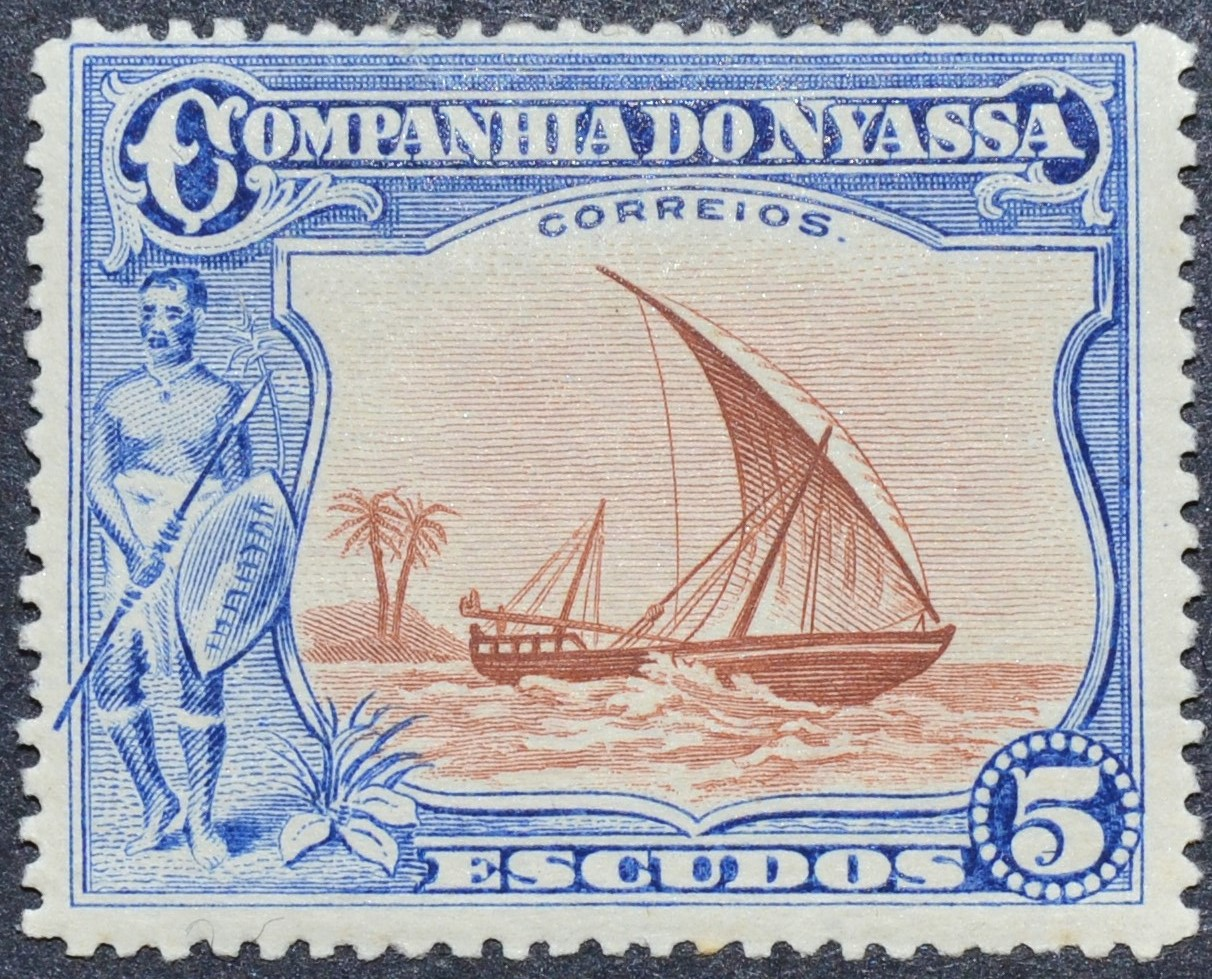
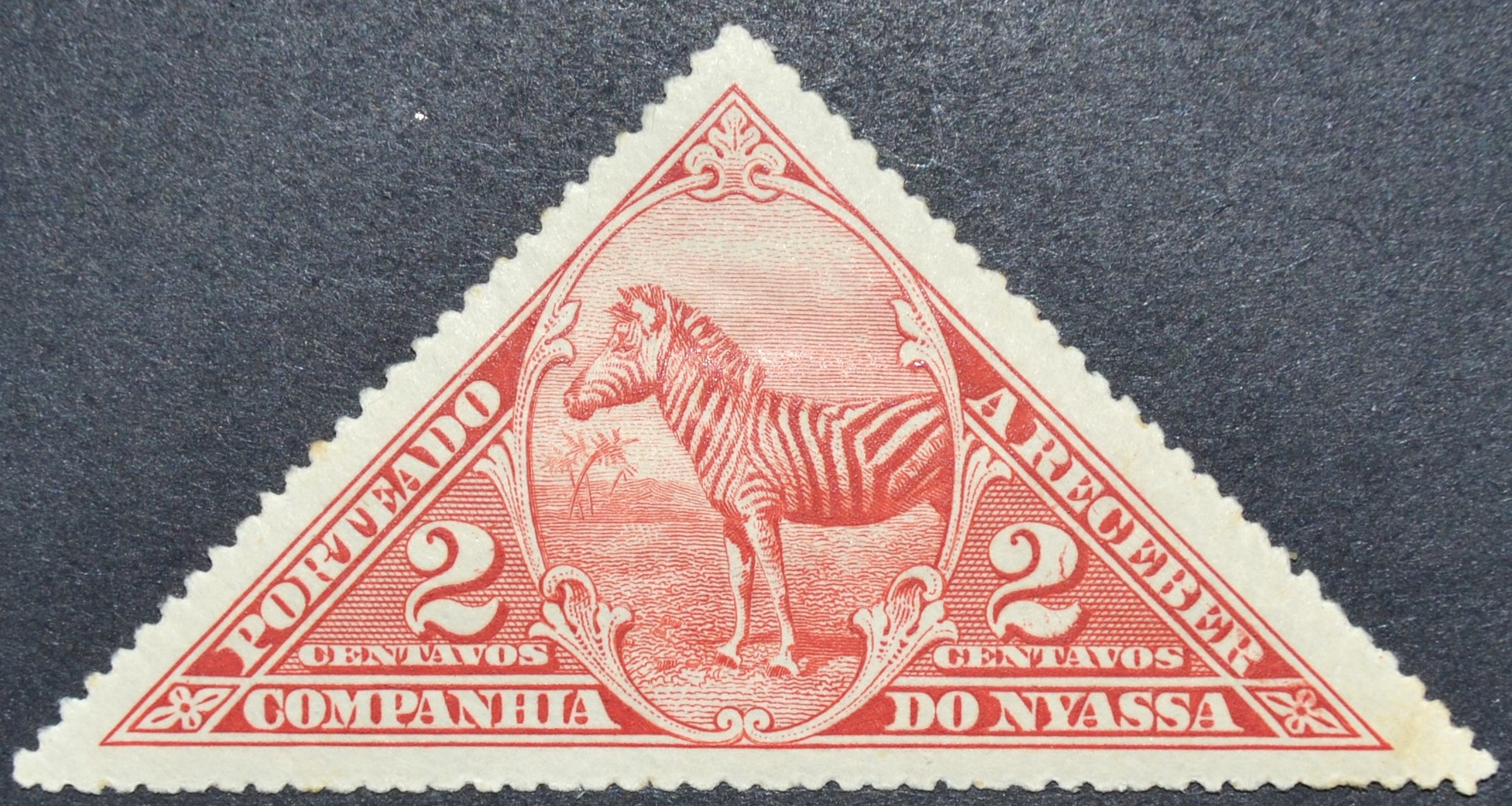
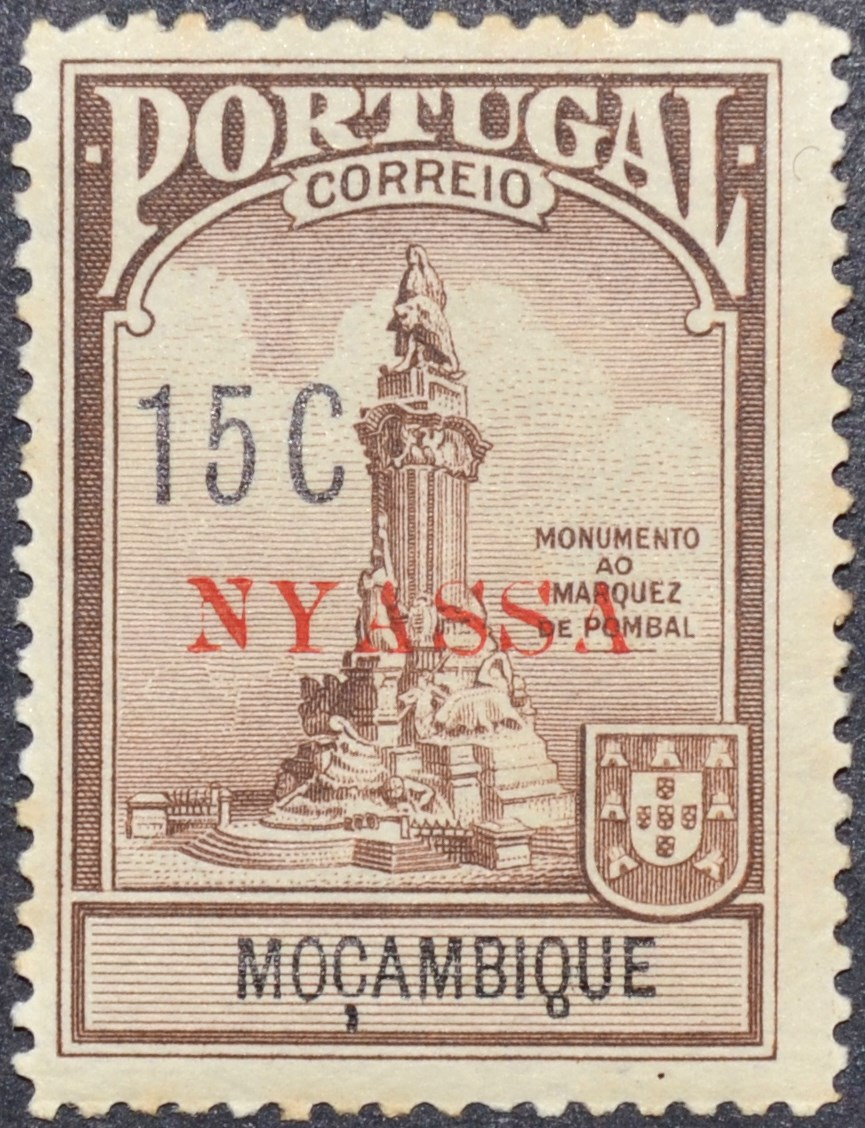